# Qukës
Qukës es un antiguo municipio albanés del condado de Elbasan. Se encuentra situado en el centro del país y desde 2015 está constituido como una unidad administrativa del municipio de Prrenjas. A finales de 2011, el territorio de la actual unidad administrativa tenía 8211 habitantes.
La unidad administrativa incluye los pueblos de Berzheshte, Dritaj, Fanje, Gurre, Karkavec, Menik, Pishkash, Pishkash Veri, Qukës-Shkumbin, Qukës-Skenderbej y Skroske.
Se ubica unos 5 km al oeste de la capital municipal Prrenjas, sobre la carretera SH3 que lleva a Elbasan.

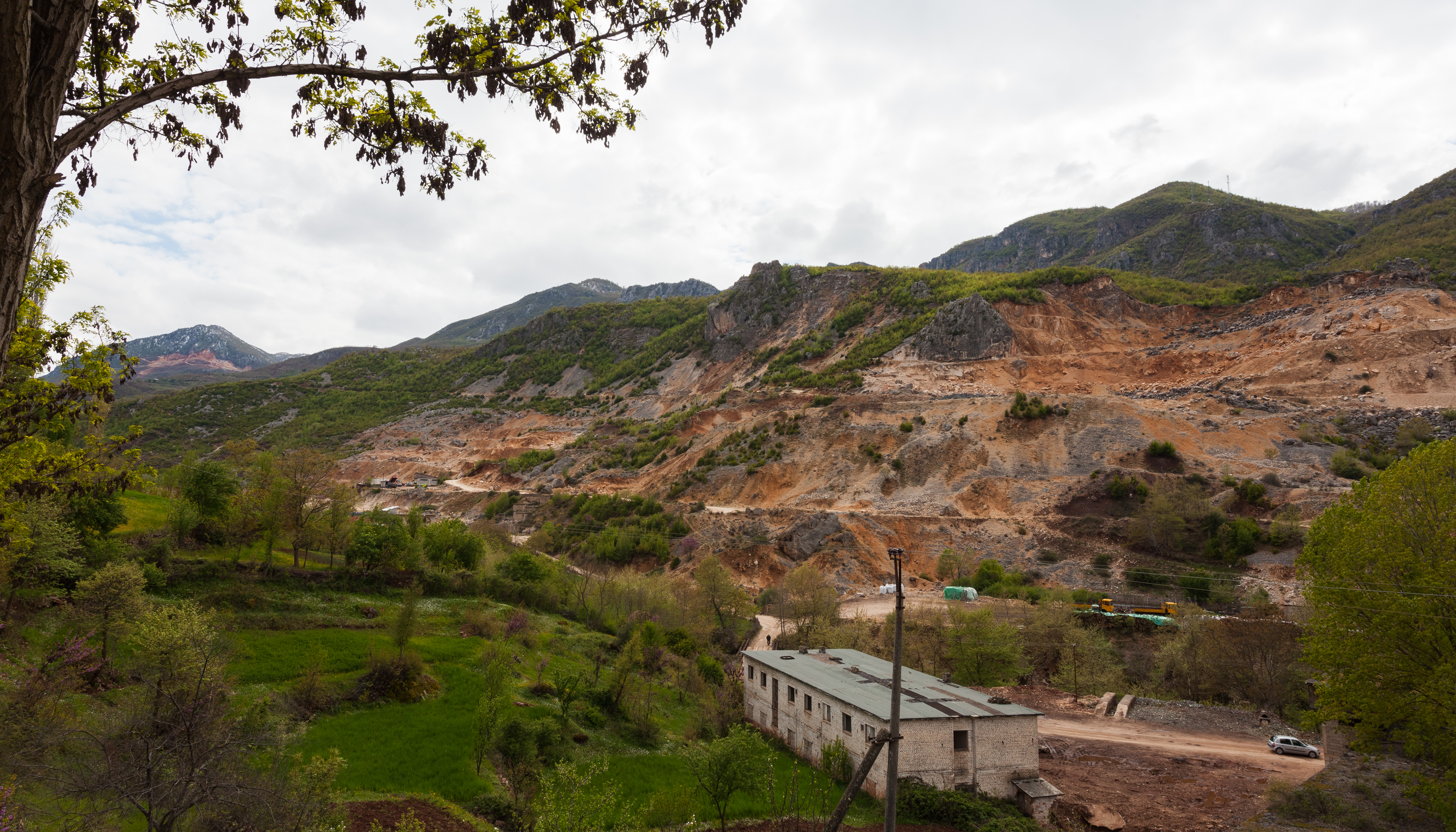
Vista de la minia de cromo en la localidad.